# Danh sách đĩa đơn quán quân Hot 100 năm 1961 (Mỹ)
| Đĩa đơn | Album |
| --- | --- |
| - Elvis Presley: Are You Lonesome Tonight? - 6 Tuần (28.11.1960 - 2.01.1961) - Bert Kaempfert: Wonderland By Night - 3 Tuần (9.01 - 23.01) - Shirelles: Will you Still Love Me Tomorrow - 2 Tuần (30.01 - 6.02) - Lawrence Welk & His Orchestra: Calcutta - 2 Tuần (13.02 - 20.02) - Chubby Checker: Pony Time - 3 Tuần (27.02 - 13.3) - Elvis Presley: Surrender - 2 Tuần (20.3 - 27.3) - Marcels: Blue Moon - 3 Tuần (3.4 - 17.4) - Del Shannon: Runaway - 4 Tuần (24.4 - 15.5) - Ernie K-Doe: Mother-In-Law - 1 Tuần (22.5) - Ricky Nelson: Travelin' Man - 2 Tuần (29.5 và 12.6) - Roy Orbison: Running Scared - 1 Tuần (5.6) - Pat Boone: Moody River - 1 Tuần (19.6) - Gary U. S. Bonds: Quarter To Three - 2 Tuần (26.6 - 3.7) - Bobby Lewis: Tossin' And Turnin' - 7 Tuần (10.7 - 21.8) - Joe Dowell: Wooden Heart (Muss i denn) - 1 Tuần (28.8) - The Highwaymen: Michael - 2 Tuần (4.9 - 11.9) - Bobby Vee: Take Good Care Of My Baby - 3 Tuần (18.8 - 2.10) - Ray Charles: Hit The Road Jack - 2 Tuần (9.10 - 16.10) - Dion: Runaround Sue - 2 Tuần (23.10 - 30.10) - Jimmy Dean: Big Bad John - 5 Tuần (6.11 - 4.12) - The Marvelettes: Please Mr. Postman - 1 Tuần (11.12) - Tokens: The Lion Sleeps Tonight - 3 Tuần (18.12.1961 - 6.01.1962) | - Elvis Presley - G.I. Blues - 8 Tuần (tổng cộng 10 tuần) - Bob Newhart - Button Doun Mind Strikes Again - 1 Tuần - Bert Kaempfert - Wonderland By Night - 4 Tuần (tổng cộng 5tuần) - Soundtrack - Exodus - 7 Tuần (tổng cộng 14 tuần) - Lawrence Welk - Calcutta - 8 Tuần (tổng cộng 11 tuần) - Soundtrack - Carnival - 1 Tuần - Compilation - Stars For A Summer Night - 9 Tuần - Elvis Presley - Something For Everybody - 3 Tuần - Judy Garland - Judy at Carnegie Hall - 13 Tuần - Enoch Light & Light Brigade - Stereo 35mm - 7 Tuần - Elvis Presley - Blue Hawaii - 20 Tuần (7.12.1963 - 14.02.1964) |